# ダイアグノデント
ダイアグノデント（DIAGNOdent）は、カボ社（KaVo（ドイツ語: KaVo Dental）　本社：ドイツ）が開発したレーザーを用いた虫歯診断装置。齲蝕の進行状況を数値表示する。2010年、コードレスタイプの「ダイアグノデントペン」が発売された。

## 仕組み
レーザーから発せられた655nmのパルス光が、歯質に作用。う触歯質からは700～800nmの蛍光反射光が生じるが、この波長は健全な歯質からは認められない。この光はハンドピースを通ってシグナルに伝わり、ダイアグノデントのユニット内の電子システムによって波長を読みとる。

## プローブの形態
ハンドピースに装着するプローブの形態は、裂溝や歯間部の検査にもちいる円錐型のプローブと、頬側・舌側部の検査に用いる幅広型のプローブの2種類がある

## 利点
- レントゲン、肉眼で発見できない初期のう蝕を発見できる
- 探針などのハンドインスツルメントを用いた場合に起こるCOう蝕を破壊、悪化させる事がない[3]
- 探針などのハンドインスツルメントでは発見できないしずく形状の裂溝の底のう蝕も発見できる
- う蝕の経過を数値的に追えるため、経過観察中のう蝕の進行度合いが把握でき、ミニマルインターベンション（英語版） (MI) に役立つ。

## その他
歯内治療学の分野において、根管内の細菌の発する蛍光を観察することで洗浄の評価とすることが考えられており、Sainsburyらはダイアグノデントを用いた評価を試みた。
また、歯根破折の診断に対してダイアグノデントを用いた研究なども行われている。